# Dikrella debilis
Dikrella debilis är en insektsart som först beskrevs av Mcatee 1926.  Dikrella debilis ingår i släktet Dikrella och familjen dvärgstritar. Inga underarter finns listade i Catalogue of Life.